# Tăng lysine máu
Tăng lysin máu là một rối loạn chuyển hóa tự phát  đặc trưng bởi sự gia tăng bất thường của lysine trong máu, tuy nhiên dường như là lành tính. Nó được gây ra bởi các đột biến trong AASS, mã hóa α-aminoadipic semialdehyd synthase.
Tăng lysine máu có liên quan đến lentis lentis (sự dịch chuyển hoặc dị tật của thấu kính tinh thể của mắt) ở người.

## Di truyền học

Hyperlysinemia có kiểu di truyền lặn tự phát

Tăng lysine máu được di truyền theo cách lặn tự phát. Điều này có nghĩa là gen khiếm khuyết chịu trách nhiệm về rối loạn nằm trên một bộ tự động và hai bản sao của gen khiếm khuyết (một gen được di truyền từ mỗi cha mẹ) là bắt buộc để sinh ra chứng rối loạn. Cha mẹ của một cá nhân mắc chứng rối loạn lặn tự phát đều mang một bản sao của gen khiếm khuyết, nhưng thường không gặp bất kỳ dấu hiệu hoặc triệu chứng nào của rối loạn.